# Sciopero di Deir el-Medina

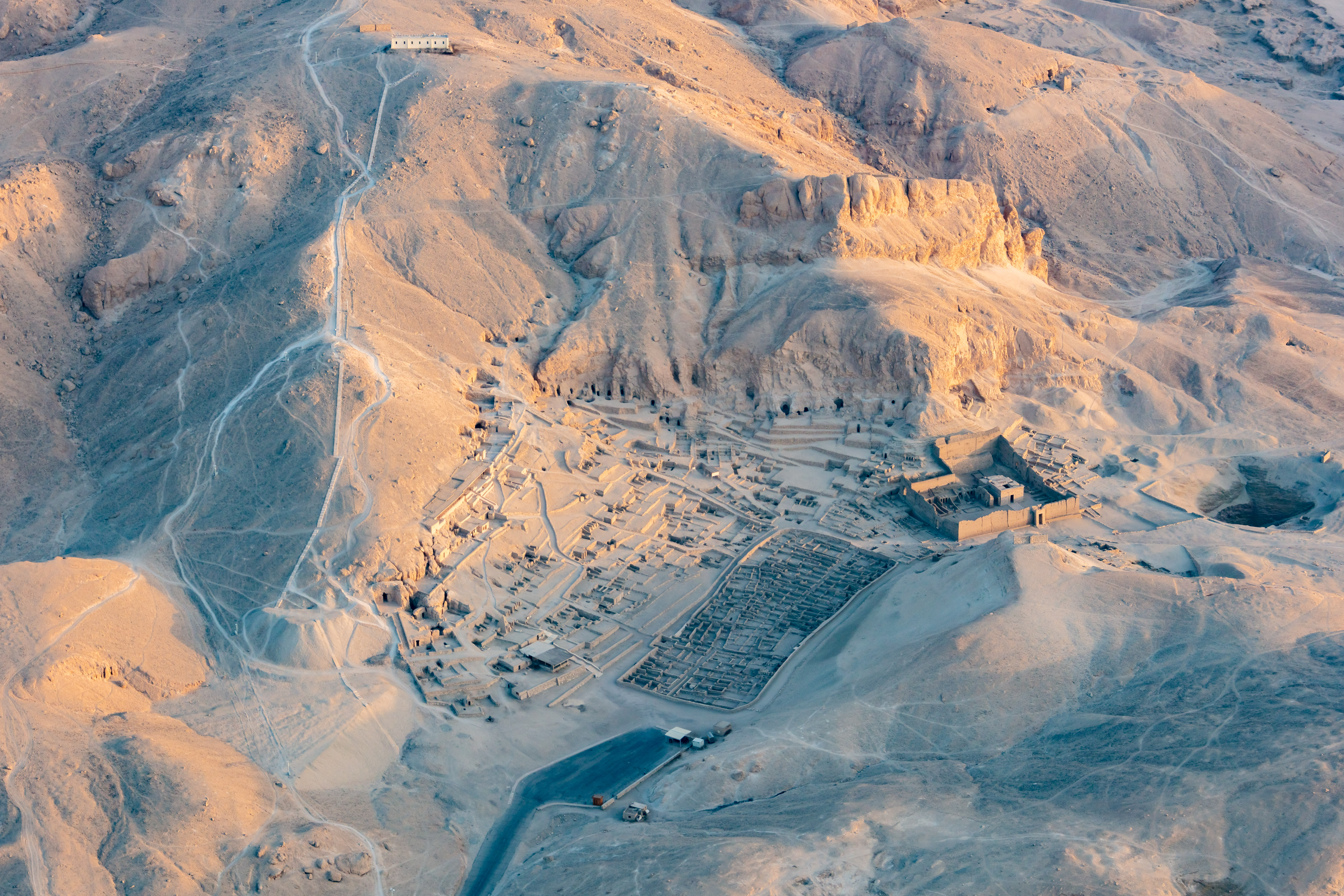
Il sito archeologico di Deir el-Medina visto dall'alto

Lo sciopero dei lavoratori di Deir el-Medina è il più antico sciopero conosciuto nella storia. Questo sciopero avvenne nell'anno 29 del regno di Ramses III (intorno al 1166 a.C. secondo le fonti) a Deir el-Medina, vicino a Tebe in Egitto.

## Fonti storiografiche

Il papiro dello sciopero scritto da Amennakht, 1187-1157 a.C., Nuovo Regno, conservato al Museo Egizio di Torino

Gli studi su questo evento si basano principalmente sul papiro dello sciopero. Questo documento fu scritto dallo scriba Amennakht che lavorò con gli operai della necropoli reale nella Valle dei Re, chiamati servitori della sede della Verità. Riferisce di un conflitto sociale che contrapponeva i lavoratori ai funzionari nell'antico Egitto, durante la XX dinastia del faraone Ramsès III. Il papiro è conservato al Museo Egizio di Torino insieme al papiro giuridico.
A questa fonte principale si aggiungono gli ostraca rinvenuti a Deir el-Medina e conservati, tra gli altri, nei musei egizi del Cairo e di Berlino.
Tuttavia testimoniano indirettamente le condizioni di povertà di alcune zone del sud dell'egitto dell'epoca anche la lettera scritta proprio nel ventinovesimo anno del regno di Ramses III, scritta al faraone attraverso lo scriba Neferhotep:
(lettera dello scriba Neferhotep)

## Contesto storico

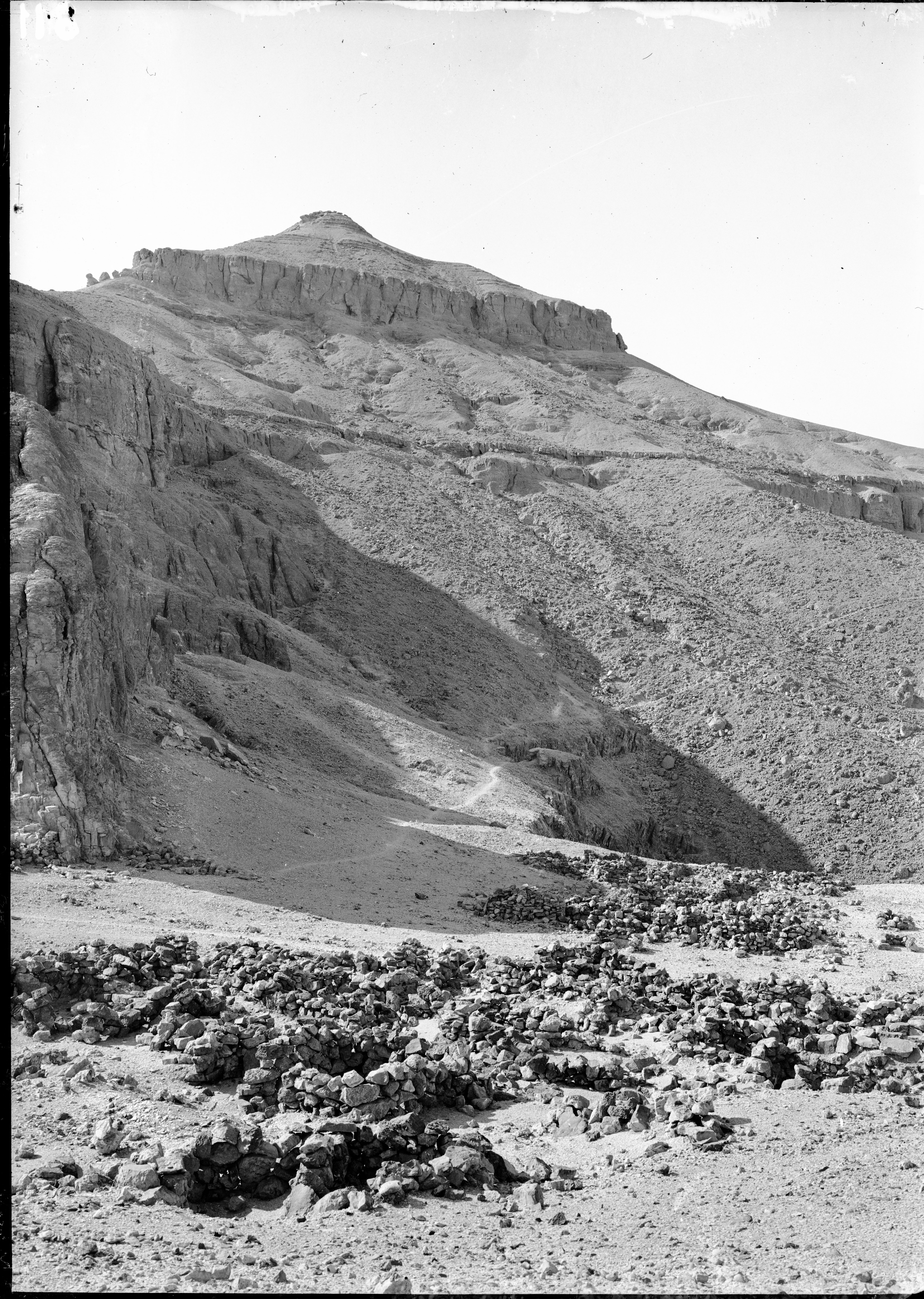
Resti archeologici del cosiddetto "Villaggio del colle", abitato dagli operai di Deir el-Medina. Si riconosce sullo sfondo il picco della montagna El-Qurn, il punto più alto della montagna tebana. Scavi Schiaparelli.

Il conflitto sociale si verifica alla fine del regno di Ramses III, considerato l'ultimo grande sovrano del Nuovo Regno.
La documentazione permette inoltre di avvicinarci alla realtà della vita quotidiana dei lavoratori della Valle dei Re e delle loro famiglie. Gli scavi archeologici sembrano indicare che beneficiassero di buone condizioni di vita per l'epoca perché erano responsabili della costruzione e della decorazione dei monumenti e dei templi funerari dei faraoni.
I lavoratori ricevevano come salario razioni di beni alimentari come grano e orzo per preparare pane e birra, nonché beni accessori come indumenti, oli e unguenti.

## Svolgimento
A descrivere gli avvenimenti è lo scriba Amennakht, che fa parte delle squadre di lavoro della necropoli reale.
Le provviste, che costituiscono gli stipendi, tardano ad essere distribuite dai funzionari reali. Oltre a questi ritardi, i lavoratori lamentano anche la scarsa qualità delle razioni alimentari.
Per dimostrare la loro insoddisfazione, i lavoratori interrompono il lavoro e occupano edifici amministrativi e templi, per bloccare le attività. Questo perché i templi sono luoghi importanti anche nella vita amministrativa ed economica dell'antico Egitto. Amennakht scrive:
(Amennakht, papiro dello sciopero)
Lo sciopero durò numerosi giorni, intervallato da diversi tentativi di riconciliazione.
Nei momenti più aspri i lavoratori minacciarono di effettuare furti ed espropri nelle tombe, mentre i funzionari tentarono di reprimere le proteste.